# Dérivée totale
En analyse, la dérivée totale d'une fonction est une généralisation du nombre dérivé pour les fonctions à plusieurs variables. Cette notion est utilisée dans divers domaines de la physique et tout particulièrement en mécanique des milieux continus et en mécanique des fluides dans lesquels les grandeurs dépendent à la fois du temps et de la position.

## Définition
Soit {\displaystyle f(x_{1},x_{2},\ldots ,x_{n})} une fonction à plusieurs variables et {\displaystyle x_{1}=x_{1}(t)}, {\displaystyle x_{2}=x_{2}(t),\ldots ,x_{n}=x_{n}(t)}, {\displaystyle n} fonctions de {\displaystyle t}. Si elle existe, la dérivée totale,, par rapport à {\displaystyle t} de la fonction composée {\displaystyle f(x_{1}(t),x_{2}(t),\ldots ,x_{n}(t))} s'exprime à partir de l'expression de la différentielle {\displaystyle \mathrm {d} f} par : 
{\displaystyle {\frac {\mathrm {d} f}{\mathrm {d} t}}={\frac {\partial f}{\partial x_{1}}}{\frac {\mathrm {d} x_{1}}{\mathrm {d} t}}+{\frac {\partial f}{\partial x_{2}}}{\frac {\mathrm {d} x_{2}}{\mathrm {d} t}}+\ldots +{\frac {\partial f}{\partial x_{n}}}{\frac {\mathrm {d} x_{n}}{\mathrm {d} t}}}.
Elle est notée {\displaystyle {\frac {\mathrm {d} }{\mathrm {d} t}}} et ne doit pas être confondue avec la dérivée partielle notée {\displaystyle {\frac {\partial }{\partial t}}}.

## Dérivée particulaire
Dans le cas où la fonction {\displaystyle f:\left(t,x(t),y(t),z(t)\right)\mapsto f\left(t,x(t),y(t),z(t)\right)} dépend directement du temps en plus de la position, la dérivée totale s'écrit :
{\displaystyle {\frac {\mathrm {d} f}{\mathrm {d} t}}={\frac {\partial f}{\partial t}}+{\frac {\partial f}{\partial x}}{\frac {\mathrm {d} x}{\mathrm {d} t}}+{\frac {\partial f}{\partial y}}{\frac {\mathrm {d} y}{\mathrm {d} t}}+{\frac {\partial f}{\partial z}}{\frac {\mathrm {d} z}{\mathrm {d} t}}},
{\displaystyle {\frac {\mathrm {d} f}{\mathrm {d} t}}={\frac {\partial f}{\partial t}}+\left({\overrightarrow {v}}\cdot {\overrightarrow {\mathrm {grad} }}\right)f},
où {\displaystyle \left({\overrightarrow {v}}\cdot {\overrightarrow {\mathrm {grad} }}\right)}est l'opérateur advection. 
En mécanique des fluides, la première partie correspond à la variation locale tandis que la deuxième partie correspond à la variation liée au déplacement de la particule fluide (contribution dite advective ou convective). Parfois notée {\displaystyle {\frac {\mathrm {D} f}{\mathrm {D} t}}}, la dérivée totale par rapport au temps est également qualifiée de dérivée particulaire, de dérivée convective, de dérivée substantielle, de dérivée matérielle ou de dérivée suivant le mouvement.